# Harpagocarpus
Harpagocarpus é um género monotípico de plantas com flores pertencentes à família Polygonaceae. A única espécie é Harpagocarpus snowdenii.
A sua área de distribuição nativa vai dos Camarões ao Sudão e à Tanzânia.